# Wilhelm Steuerwaldt

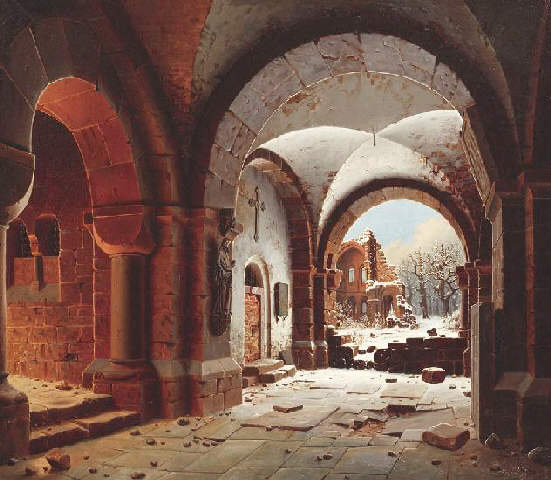
Klosterruine Heisterbach im Schnee

Wilhelm Steuerwaldt (* 1. September 1815 in Quedlinburg; † 7. Dezember 1871 ebenda) war ein deutscher Landschaftsmaler der Düsseldorfer Schule.

## Leben
Wilhelm Steuerwaldt wurde im heutigen Haus Finkenherd 1 in Quedlinburg als Sohn des Zeichenlehrers Wilhelm Steuerwaldt (1791–1863) geboren und hatte bereits in seiner Jugend engen Kontakt zur Malerei. Nach dem Schulbesuch studierte er ab 1833 an der Kunstakademie Düsseldorf. Dort besuchte er bis 1836 die Landschafterklasse von Johann Wilhelm Schirmer. Zuvor war er bei dem Halberstädter Architekturmaler Carl Hasenpflug von 1830 bis 1833 in die Lehre gegangen. 1836 kehrte er nach Quedlinburg zurück, wo er als Zeichenlehrer und Maler bis zu seinem Lebensende über 200 Malereien vorwiegend mit romantischen Motiven seiner Heimatstadt, aber auch von einigen Orten im Harz schuf. 1839 erwarb er das Klopstockhaus in Quedlinburg, das er bis kurz vor seinem Tod besaß und 1867 verkaufte.

## Werke
- mit Carl Virgin: Die mittelalterlichen Kunstschätze im Zittergewölbe der Schlosskirche zu Quedlinburg: nebst mehreren äusseren und inneren Ansichten des vormaligen Kaiserl. freien weltl. Stifts, 1855

- Blick auf die Klosterruine Walkenried, Öl auf Leinwand, Romantikerhaus Jena
- Der Münzenberg
- Krypta mit Blick auf den Quedlinburger Schlosshof
- Schlossplatz Quedlinburg